# Amauropelma pineck
Amauropelma pineck är en spindelart som beskrevs av Raven och Kylie S. Stumkat 200. Amauropelma pineck ingår i släktet Amauropelma och familjen Ctenidae.
Artens utbredningsområde är Queensland. Inga underarter finns listade i Catalogue of Life.